# ビラ (太陽神)
ビラ（Bila）は、アドニャマタンハ族の太陽神。太陽を女神として捉えるオーストラリアのアボリジニに広く見られる考え方と同様に、ビラは女性の神である。
ビラは食人神とされ、日光の源となる炎で犠牲者を炙り焼きにするという。神話では、トカゲ男（ディラウォング）が、ビラの食人行為を恐れ、また彼女に攻撃されたので、彼女を空中に放ち、世界は闇に包まれたという。次に彼は、ブーメランを使って彼女を捉え、戻って来た彼女を、ゆっくりとした弧を描いて空を横切るようにしたので、世界は再び照らされるようになった。この勇敢な行為があったことから、アドニャマタンハ族はオオトカゲやヤモリを崇拝するようになっている。